# إيناس مكاوي
إيناس مكاوى رئيسة إدارة المرأة والأسرة والطفولة بالجامعة العربية منذ 2014. وهي الابنة البكر لسيد مكاوي. لديها خبرة 25 عامًا في مشروعات التنمية الاجتماعية، والحكومة، ومشروعات المرأة لصالح العديد من المنظمات العامة والخاصة وغير الحكومية. كان لها دور ريادي في تدشين أول قمة للمرأة العربية في القاهرة. كما عملت في العديد من مجالات المساواة بين الجنسين، وتمكين المرأة، والتربية المدنية، وحقوق الإنسان، والإبداع الثقافي، والتراث الثقافي في الجامعة العربية وبتعاون وثيق مع هيئة الأمم المتحدة المرأة، و اليونيسف، ومؤسسات إقليمية ودولية أخرى.

## الحياة المهنية
عملت على ملفات الشؤون العربية والأفريقية، والتخطيط الإستراتيجي، وصنع السياسات، والشراكات الإقليمية مع الأمم المتحدة حول تمكين المرأة، بالإضافة إلى تنفيذ الأهداف الإنمائية للألفية، والمشاركة في تطوير أجندة المستدامة بعد عام 2015، وتوسيع الشراكة والتعاون بين المنطقة العربية والمجموعات الإقليمية الأخرى لا سيما دول أفريقيا وأمريكا الجنوبية حول تعزيز حقوق وأوضاع المرأة والطفل والنهوض بها علي المستويين الإقليمي والدولي.
تشغل إيناس مكاوي حاليًا منصب رئيس إدارة الأزمات في جامعة الدول العربية، وكانت سابقًا رئيسة إدارة المرأة والأسرة والطفولة في الجامعة. وقد عملت كمنسقة للقمة العربية الأفريقية الثانية عام 2010. كما كان لها دورَا رائدًا في تنظيم القمة الأولى للمرأة العربية في القاهرة، وجميع المنتديات الإقليمية التي تبعته بهدف تمكين المرأة. وهي تمتلك خبرة وفهم عميق لوضع حقوق المرأة في مصرفضلاً عن قضايا المرأة والأمن والسلام خلال الصراعات المسلحة وعلى المستوى الإقليمي. بالإضافة إلى ذلك، فقد أسست السفيرة إيناس مكاوي حركة بهية يا مصر واللجنة الدائمة للمرأة المصرية.
كما عملت على العديد من المستويات السياسية، والاجتماعية، والثقافية وعلى قضايا حقوق الإنسان، والمساواة بين الجنسين، وتمكين المرأة  وأوضاع الطفل على المستويين الإقليمي والدولي. وذلك فضلاً عن عملها في مشروعات التربية المدنية، والتوعية، وتعزيز التعاون الثقافي، والتعاون العربي الدولي مع منظمات الأمم المتحدة، والاتحاد الأوروبي، والبرلمان الأوروبي، والمنظمات والمؤسسات الإقليمية والدولية في مختلف مجالات التنمية المستدامة.

## حركة بهية يا مصر
أسست إيناس مكاوي في 2012 حركة بهية يا مصر والتي تهدف في أساسها إلى استعادة دور المرأة المصرية وحضورها. تأسست هذه الحركة عقب مباراة بورسعيد وأعددت مسيرة للنساء يوم 1 فبراير 2012 توجهنا بها للبرلمان، كانت مسيرة لأمهات الشهداء.